# 克林特 (加利福尼亞州)
克林特（英語：Clint）是位於美國加利福尼亞州弗雷斯諾縣的一個非建制地區。該地的面積和人口皆未知。

## 地理
克林特的座標為36°25′53″N 119°46′24″W / 36.43139°N 119.77333°W，而該地的平均海拔高度為72米（即236英尺）。